# مويرا ماكلويد
مويرا ماكلويد (بالإنجليزية: Moira MacLeod)‏ هي لاعب هوكي الحقل بريطانية، ولدت في 16 أكتوبر 1957.

## وصلات خارجية
- مويرا ماكلويد على موقع أوليمبيديا (الإنجليزية)
- مويرا ماكلويد على موقع اللجنة الأولمبية البريطانية (الإنجليزية)